# Szlamnik (zwyczajny)
Szlamnik (zwyczajny), szlamnik rdzawy, szlamik (Limosa lapponica) – gatunek średniej wielkości ptaka wędrownego z rodziny bekasowatych (Scolopacidae). Rekordzista długości ptasiego lotu. Bliski zagrożenia wyginięciem.

## Podgatunki i występowanie
Zamieszkuje w zależności od podgatunku:
- szlamnik (zwyczajny)[4] (L. lapponica lapponica) – od północnej Laponii poprzez Półwysep Kolski do półwyspu Kanin. Zimuje na wybrzeżach zachodniej i południowej Europy, północno-zachodniej Afryki i na południe aż po zachodnią Południową Afrykę. Przelatuje przez Polskę w kwietniu–maju i sierpniu–wrześniu.
- L. lapponica yamalensis – północna Nizina Zachodniosyberyjska w tym na półwyspie Jamał i w dolinie dolnego biegu rzeki Ob. Zasięg zimowy nie jest do końca poznany, ale rozciąga się od Omanu na wschód do zachodnich Indii i prawdopodobnie na wschodnich wybrzeżach Afryki, być może na południe do Południowej Afryki.
- L. lapponica taymyrensis – północno-środkowa Syberia – mniej więcej od doliny dolnego biegu Jeniseju na wschód po dolinę dolnego biegu rzeki Anabar. Zasięg zimowy nie jest do końca poznany, ale obejmuje głównie wybrzeża Afryki Zachodniej.
- L. lapponica menzbieri – północna Syberia między deltą Leny a Zatoką Czauńską. Zimuje od Azji Południowo-Wschodniej do północno-zachodniej Australii.
- szlamnik tundrowy[4] (L. lapponica baueri) – północno-wschodnia Syberia na wschód od Zatoki Czauńskiej aż po zachodnią i północną Alaskę. Zimuje od Chin poprzez wyspy Oceanii i Australię aż po Nową Zelandię.

Autorzy Handbook of the Birds of the World i serwis Birds of the World wyróżniają jeszcze podgatunek L. lapponica anadyrensis (wschodnia Syberia – Półwysep Czukocki i niziny dorzecza Anadyru; zimuje w Australii i być może Nowej Zelandii). Międzynarodowy Komitet Ornitologiczny (IOC) nie uznaje tego podgatunku, zaliczając tę populację do L. l. baueri.

## Morfologia
Cechy gatunkuBrak wyraźnego dymorfizmu płciowego, aczkolwiek samice są nieco większe od samców. W upierzeniu godowym wierzch ciała rdzawobrązowy z ciemnymi cętkami, natomiast przednia część głowy, szyi oraz pierś i brzuch czysto rdzawobrązowe. Kuper biały. Ogon biały z poprzecznymi, czarnymi prążkami. Dziób żółty z ciemnym końcem, nieco wygięty ku górze. W szacie spoczynkowej wierzch ciała brązowoszary z ciemnymi plamkami, spód również szarawy. Osobniki młodociane podobne do dorosłych w szacie spoczynkowej, jednak w ich ubarwieniu występuje wyraźna domieszka koloru rdzawego.
Wymiary średniedł. ciała ok. 37–41 cm
rozpiętość skrzydeł ok. 70–80 cm
masa ciała: samce 190–400 g, samice 262–630 g

## Ekologia

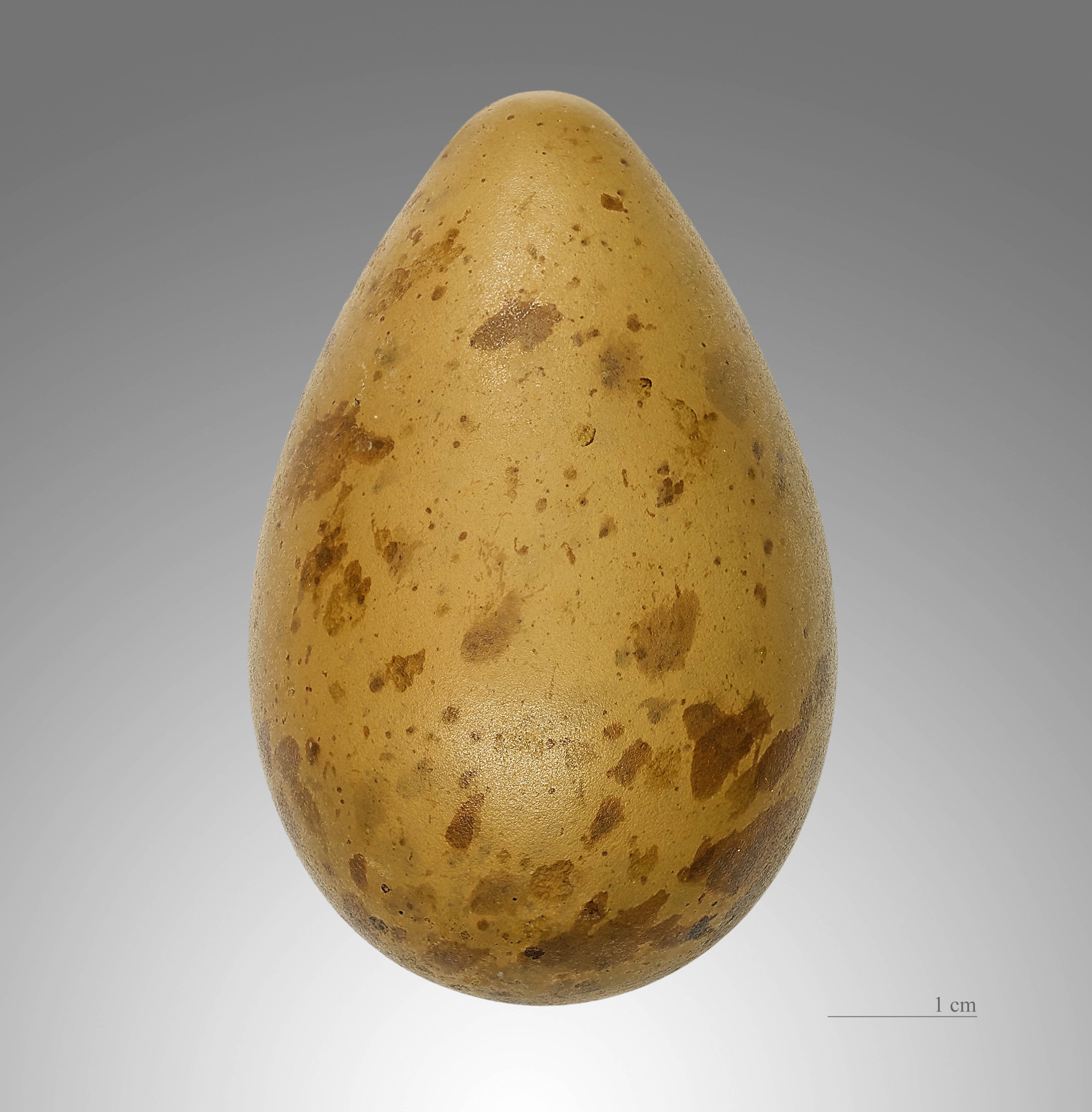
Jajo

BiotopTundra i lasotundra.
GniazdoW suchym miejscu na ziemi.
JajaW ciągu roku wyprowadza jeden lęg, składając w maju–czerwcu 4 jaja.
WysiadywanieJaja wysiadywane są przez okres 21 dni przez obydwoje rodziców (samca za dnia i samicę nocą).
PożywienieGłównie bezkręgowce (owady, pierścienice, mięczaki), rzadko nasiona i owoce jagodowe.

## Status i ochrona
Od 2015 roku IUCN klasyfikuje szlamnika jako gatunek bliski zagrożenia (NT – Near Threatened); wcześniej, od 1988 roku zaliczała go do gatunków najmniejszej troski (LC, Least Concern). Liczebność światowej populacji, według szacunków organizacji Wetlands International z 2017 roku, wynosi 1 099 000 – 1 149 000 osobników. Trend liczebności populacji uznawany jest za spadkowy.
W Polsce podlega ścisłej ochronie gatunkowej.

## Zdolność do długiego lotu

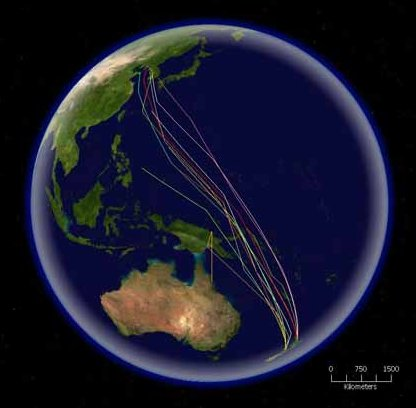
Szlaki migracji szlamników z Nowej Zelandii

Zamontowanie obserwowanym okazom satelitarnych nadajników pozwoliło precyzyjnie prześledzić trasy przelotów i ich długości. 24 marca 2007 r. samica oznaczona kryptonimem E7 w ciągu 7 dni i 9 godzin pokonała trasę 10 300 km z Nowej Zelandii do Morza Żółtego. Ta sama samica 2 maja 2007 r. wyruszyła na Alaskę, pokonując ok. 6500 km. W końcu 30 sierpnia wyruszyła w lot powrotny ze znajdującej się na Alasce delty Jukon-Kuskokwim, a po 8 dniach i 5 godzinach nieprzerwanego lotu dotarła na Nową Zelandię pokonawszy dystans 11 680 km. Był to rekord zmierzonej długości ptasiego lotu; we wrześniu 2020 roku został on pobity przez samca o kryptonimie 4BBRW, który pokonał trasę o długości około 12 200 km, również z Alaski na Nową Zelandię, w czasie 9 dni i 8 godzin. W roku 2022 szlamnik oznaczony nr 234684 wyruszył z Alaski 13 października, a po 11 dobach i jednej godzinie lotu non stop, przebywając co najmniej 13 560 km osiągnął Tasmanię.
Osiąganie tak fenomenalnych rezultatów ornitolodzy tłumaczą w następujący sposób:
- Przed podróżą szlamnik gromadzi w ciele zapasy tłuszczu, które spala w czasie drogi. Gdy zabraknie mu tłuszczu, spala białko znajdujące się w mięśniach. W ten sposób w czasie lotu traci połowę swojego ciężaru.
- Szlamnik potrafi dostosować swój metabolizm i anatomię. Zmniejszeniu ulega jego żołądek i jelito, a serce zwiększa się o 33%, wzrasta również liczba czerwonych krwinek.
- Ptak ten lata na wysokości rzędu 7000 m n.p.m., gdzie w niskiej temperaturze jest w stanie oddać ciepło wytworzone w jego ciele.
- Szlamnik nie pije wody w czasie lotu, lecz zużywa wodę wytworzoną w procesie rozkładu tłuszczów i białek.
- Szlamniki latają w stadach, dzięki czemu wymieniają się rolą prowadzącego.
- Szlamniki wykorzystują prądy powietrzne, jak również panujące na Pacyfiku sztormy.